# 河野弘樹
河野 弘樹（こうの ひろき、1988年11月8日 - ）は、日本の元俳優、革職人である。
広島県安佐南区出身。元キリンプロ所属。血液型はA型。身長165cm。

## 人物
趣味は、ブレイクダンス、フィギュア収集。特技は、タップダンス、クラシック・バレエ、ボイスパーカッション。母親は劇団☆新感線の立ち上げメンバー。
ブログが2011年の年明けに更新して以降止まっており、現在は俳優としての表立った活動は見られない。
俳優時代はフラワーデザイナーとしても活動していたというが、菊のアナフィラキシーショックを発症してしまう。その後、友人のフラワーデザイナーから、フラワーデザイナー用のシザーケースの製作を依頼されてからは革職人に転身した。2019年には東京から広島県神石高原町小野地区に移住し、ここでもオリジナル革製品のデザイン製作に取り組んでいる。
2021年1月に結婚している。

## 出演

### テレビドラマ
- ドラマ30「ママ!アイラブユー」（2005年11月 - 2006年1月、CBC・TBS系） - 三村和也役
- 白虎隊（2007年1月、テレビ朝日） - 池上新太郎役
- 金曜プレステージ 鈴木ヒロミツさん追悼「所轄刑事3」（2007年3月16日、フジテレビ） - 朝倉克也役
- 孤独の賭け〜愛しき人よ〜（2007年4月26日、TBS・ドリマックス） - 乾晃一役
- 花衣夢衣 - 小山役（2008年5月 - 6月、東海テレビ）
- 魔王（2008年7月 - 9月、TBS） - 成瀬領（11年前）役

### 映画
- マヌケ先生（2000年） - ホースケ役
- ロケットパンチを君に!（2005年） - 秀平役（主演）
- 映画  タクミくんシリーズ「そして春風にささやいて」（2007年12月12日公開） - 葉山託生の兄 役

### 舞台
- ソラリスの謎（2005年）
- ネオロマンス♥ステージ 遙かなる時空の中で 舞一夜 - 流山詩紋役（2008年）
- ネオロマンス♥ステージ 遙かなる時空の中で 朧草紙 - 流山詩紋役（2009年）

### CM
- JA「パールライス」（1999年）